# 実験音韻論
実験音韻論とは、音韻現象を実験的なアプローチで研究する分野である。

## 背景
第一に、生成文法・生成音韻論はもともと、自身を認知科学（また心理学、もしくは生物学）計算科学の一分野と位置づけていたものの、実際にこのような分野でなされるような実験的なアプローチはほとんど取られていなかった。生成文法理論は、言語学者自身の内省を元にしたデータを主に理論を組み立てるため、そのデータの客観性が保証されない（可能性がある）という問題があった。
第二に、1980年代までは生成文法理論と音声学研究の乖離は著しく、お互いにほとんど独立した分野として研究がなされてきた（お互いの分野からのお互いへの批判は数多くあったが）。しかし、音韻現象とは人間があやつる音のパターンに関することであり、その理論化にたいして音声学的な知見が役に立たないわけがない、という議論は古くからなされていた。

## 歴史
このような背景から、オハイオ州立大学のメアリー・ベックマンとジョン・キングストン（現在マサチューセッツ大学教授）が、音韻論と音声研究の架け橋となるべき学会を1987年に開催した。この学会で発表、討議された論文は、後1990年に本として出版され、この第一回大会を皮切りに、隔年で学会が開催されている。この学会で発表された論文、討議は、実験音韻論における重要な研究として位置づけられることが多い。

## 過去の大会
- 第一回大会：オハイオ州立大学
- 第二回大会：エジンバラ大学
- 第三回大会：UCLA
- 第四回大会：オクスフォード大学
- 第五回大会：ノースウェスタン大学
- 第六回大会：ヨーク大学
- 第七回大会：ニーメゲン大学
- 第八回大会：イェール大学・ハスキンス研究所 (en)
- 第九回大会：イリノイ大学
- 第十回大会：パリ
- 第十一回大会：Wellington, New Zealand
- 第十二回大会：Albuquerque, NM, USA
- 第十三回大会：Stuttgart, Germany
- 第十四回大会：国立国語研究所
- 第十五回大会：コーネル大学
- 第十六回大会：リスボン大学
- 第十七回大会：バンクーバー大学（オンライン開催）

## 発展
コンピュータ、音声分析アプリケーション一般化により、音声実験に対するハードルが低くなり、また上記に述べたような問題点への反省から、2009年現在、実験音韻論的アプローチをとる研究者が増えている。

## 研究テーマの例
- ワグテストによる音韻パターンの検証
- 調音パターンの実験的研究
- 音韻パターンの音声的基盤
- 音韻素性の音声的基盤
- 音韻知識から音声パターンへの翻訳問題(implementation)
- 音韻知識が音声知識に与える影響
- イントネーションの実験的記述、モデル化
- コーパスに基づく統計的言語パターンの記述
- 言語習得のプロセスの記述、モデル化